# Creanga de aur (roman)
Creanga de aur este un roman scris de Mihail Sadoveanu și publicat în 1933. A fost trecut sub tăcere de critica vremii, surprinsă de stranietatea subiectului și de implicatiile mistice.Interesul pentru acest roman este de dată relativ recent și se explică prin motivele ezoterice care deschis această proză pe alte coordonate decât cele realiste.

## Structura romanului
Romanul are 17 capitole, în care acțiunea se construiește printr-o succesiune de  nuclee narative înlănțuite, în care alternează planul real cu cel  mitic-simbolic. Narațiunea este la persoana a treia, cu narator omniscient care se dovedește un bun cunoscător al  unor practici arhaice, magice sau religioase și un erudit, deși își asumă doar  rolul unui editor care extrage povestirea din manuscrisul profesorului Stamatin. Numele personajului  principal este, desigur, simbolic: Kesarion vine din  latinescul Caesar, „împărat”, sugerând faptul că este desemnat să devină mare preot al lui Zamolxe,  iar „breb” este numele unui animal, fiind o aluzie la legătura omului cu natura și cu mitul. Portretul  eroului se conturează în ficțiune exact cum l-a proiectat creatorul său, care  mărturisea într-un interviu din 1955 : „Kesarion Breb aduce din vechime  un ideal de înțelepciune înaltă, el  fiind un conducător spiritual hrănit la școala filosofică a Orientului Antic.”
Stilul este ceremonios, uneori arhaizant, încărcat de simboluri într-o tonalitate slabă, liniștită, specifică scriitorului. Limbajul sadovenian este elaborat, rafinat,  livresc, savant, „amestec original de Neculce, grai țărănesc, ardelenesc și chiar muntenesc, limbă cultă și limbă bisericească” (Nicolae Manolescu).Tudor Vianu remarca, în sensul acesta: „Exprimări de același fel, cu forme prevenitoare ale curteniei, cu aluzii subtile, cu maxime intercalate în vorbire, întampinăm peste tot locul în Creanga de aur”.
Titlul romanului se referă la ramura de vâsc, simbol universal al regenerării și nemuririi, asociată cu forța, înțelepciunea și cunoașterea. Legenda spune că la o mie de ani, vâscul face o creangă de aur, iar cine are norocul să o găsească primește puteri miraculoase și devine nemuritor. Alexandru Paleologu identifica în creanga de aur un simbol asemănător cu cel din cântul al Vl-lea al Eneidei, simbolul înțelepciunii și cunoașterii: „Creanga de aur, adică vâscul, adică înțelepciunea și cunoașterea, l-a ajutat pe Kesarion Breb să poata ieși din infern împreună cu împărătița Maria pe care tot el o adusese acolo. Despărțirea lor în spațiul terestru și unirea lor prin «creanga de aur ce va luci în sine, în afară de timp», este ieșirea lor din infernul în care au trebuit să coboare (căci aleșii trebuie să coboare în infern) și intrarea lor, prin durere, în ordinea definitivei înțelegeri, care e cea mai mare iubire”.

## Rezumat
Chesarion Breb, un fecior din Dacia, este trimis de al 32-lea deceneu (preot al lui Zalmoxis) în Egipt, ca să fie inițiat în misterele Universului și să deslușească rosturile creștinismului, o nouă credință, care se răspândește cu repeziciune în Bizanț. În secolului al VIII-lea, Bizanțul era un spațiu devorat de un conflict de ordin religios (și politic) între iconoclaști (oșteni, loiali fostului regim militar al Copronimului, care văd în Constantin șansa revenirii la o „epocă eroică”) și iconoduli (monahi, sprijiniți de Vasilisă, împărăteasa care, printr-o mișcare politică abilă, a redat mulțimilor icoanele), spațiu care, sub spoiala de lumină și bogăție, așa cum va constata înțeleptul dac, ascunde putreziciunea.Tânărul a studiat învățătura înțelepților creștini. În anul 787, Chesarion Breb și slujitorul său (un dac botezat) au plecat spre Bizanț pentru a pune în aplicare planul bătrânului deceneu. Acolo l-au cunoscut pe episcopul Platon care era foarte apreciat de împărăteasa Irina, mama lui Constantin. Irina domnea în Bizanț, unde a instaurat creștinismul ca religie oficială.
Localitatea spre care se îndreptau Chesarion Breb si slujitorul său a fost Amnia. Pe drum, ei au poposit la un han de unde au aflat de cuviosul Filaret. Acesta era cunoscut în întreg ținutul pentru bunătatea, dar si sfințenia sa. Chesarion Breb avea de la episcopul Platon un dar pentru Filaret: zece măgari încărcați cu grâu. La vederea darului, Filaret și familia lui s-au bucurat, însă nu a durat mult bucuria, deoarece casa a fost mai târziu înconjurată de cerșetori.
În casa lui Filaret, Chesarion a cunoscut-o pe Maria, nepoata lui Filaret, căreia i-a dat să probeze condurul împărătesc, care i s-a potrivit perfect. Astfel, Maria a fost dusă la palat spre a fi prezentată lui Constantin și Irinei. Scopul era o întrecere între fete pentru a deveni soția lui Constantin. La palat mai erau încă nouăsprezece fete frumoase de viță nobilă. Însă acest lucru nu a împiedicat-o pe Maria de la Amnia să câștige, care, după un lung concurs, a reușit să devină soția lui Constantin.
La  nuntă a participat și familia Mariei, care, în cele din urmă, s-a mutat la curtea împărătească. Însă Constantin a fost necredincios soției sale, dar și mamei sale, împotriva căreia a uneltit. Despre acest plan știa și Chesarion Breb, care i-a povestit împărătesei Irina, aceasta închizându-l pe fiul ei și pedepsindu-l. La aflarea veștii, varegii și paznicii s-au răsculat și au reușit să-l elibereze pe Constantin, care mai târziu a fost încoronat, înlocuind-o pe mama sa, Irina.
Constantin a renegat-o pe soția lui, Maria și s-a căsătorit cu Teodora.
Maria a fost alungată în insula Principelor unde a fost obligată să se prostitueze, timp în care bunicul ei a murit. Ea a asistat numai la moartea și priveghiul bunicului ei, pentru că soțul ei nu i-a dat voie să se ducă și la priveghiul bunicii ei.
În tot acest timp, în Bizanț poporul aflase de nelegiuirile lui Constantin și l-au detronat în cele din urmă.
Când Chesarion Breb s-a întors în Dacia, Constantin deja îl omorâse pe episcopul Platon, la fel ca și pe Alexie Moseles. Chesarion a aflat despre detronarea lui Constantin dintr-o scrisoare primită în Dacia. Scria despre faptul că fiului Irinei i-a fost luat locul pe tron de către mama sa, care l-a pedepsit. În acest proces, Irina a fost ajutată de varegi și de popor. Ea a revenit pe tronul Bizanțului, iar Maria a aflat toate acestea de la un sol trimis la mânăstirea unde trăia.
Chesarion Breb a devenit ultimul deceneu. El a ieșit pentru a binecuvânta oamenii Daciei, despre care auzise de la slujitorul său, Constantin, că susțineau ideea ridicării de mânăstiri creștine în Dacia, dar că se temeau de forța slujitorului lui Zalmoxis.

## Personaje
- Chesarion Breb - personajul principal, următorul deceneu. Acesta a petrecut șapte ani în templele egiptene și a dobândit puteri neobișnuite (ceea ce dă un caracter fantastic romanului).
- Domnul Stamatin - profesorul (naratorul)
- Platon - preasfințitul episcop de la Sakkoudion
- Vasilisa Irina - împărăteasa Imperiului Bizantin (Despina)
- Constantin - fiul Irinei și al lui Leon-Împărat, a detronat-o pe mama sa și a omorât oameni nevinovați din Armenia
- Leon-Împărat - fostul conducător al Imperiului Bizantin
- Stavrikie - logofăt și sfetnicul Vasilisei „poftea spre polemarh”
- Alexie Moseles - polemarh (comandant al armatei), prietenul lui Constantin care a ajutat la detronarea împărătesei Irina
- Skiru Filaret - bărbat din Amnia care a fost bogat și a dat o mare parte din averea sa cerșetorilor pentru o viață veșnică fericită
- Teosva - soția lui Skiru Filaret
- Împărăteasa Maria - nepoata lui Skiru Filaret, soția lui Constantin
- Varegi - bărbați blonzi cu ochi albaștri
- Arnulf - căpitanul varegilor din Dania și Scandinavia
- Carol - al II-lea căpitan, după Arnulf, și nepotul său
- Papias Calimnos - lovea cu ferigi sau cu sabia oamenii ce furau din cetățile Vasilisei
- Bătrânul Mihail Lahondracon - strateg ce „trimitea limbi agere către oștenii vechi”
- Eftihie - cel de al II-lea sfetnic al împărătesei Irina
- Santabarenos - măgarul lui Chesarion Breb cu care acesta vorbește
- Teodota - fiica lui Gherontie strategul și amanta lui Constantin
- Calist - servitorul lui Filaret
- Cuviosul Amos - preot la mănăstirea Sf. Pantelimon